# Ztracený svět (film, 1998)
Ztracený svět (anglicky The Lost World) je americký sci-fi film, který v roce 1998 natočil režisér Bob Keen.

## Děj
Profesor Challenger se hodlá vydat do Mongolska na náhorní plošinu, kde by se měli údajně vyskytovat dinosauři. Avšak nikdo z univerzity mu nechce poskytnou finance, po dlouhém přemlouvání však nakonec získává svolení a také se k němu připojuje jeho největší odpůrce profesor Summerlee. Po několikatýdenní cestě dorazí k cíli a pro velká skaliska musí k vystoupání použít balón. Avšak nad plošinou na ně zaútočí pterodaktylové a oni havarují uprostřed lesa. Nyní se jejich expedice mění v boj o vlastní život.

## Obsazení
| Patrick Bergin          | George Challenger  |
| David Nerman            | John Roxton        |
| Jane Heitmeyer          | Amanda Whiteová    |
| Julian Casey            | Malone             |
| Michael Sinelnikoff     | profesor Summerlee |
| Russell Yuen            | Myar               |
| Gregoriane Minot Payeur | Djena              |